# 2022년 한미정상회담

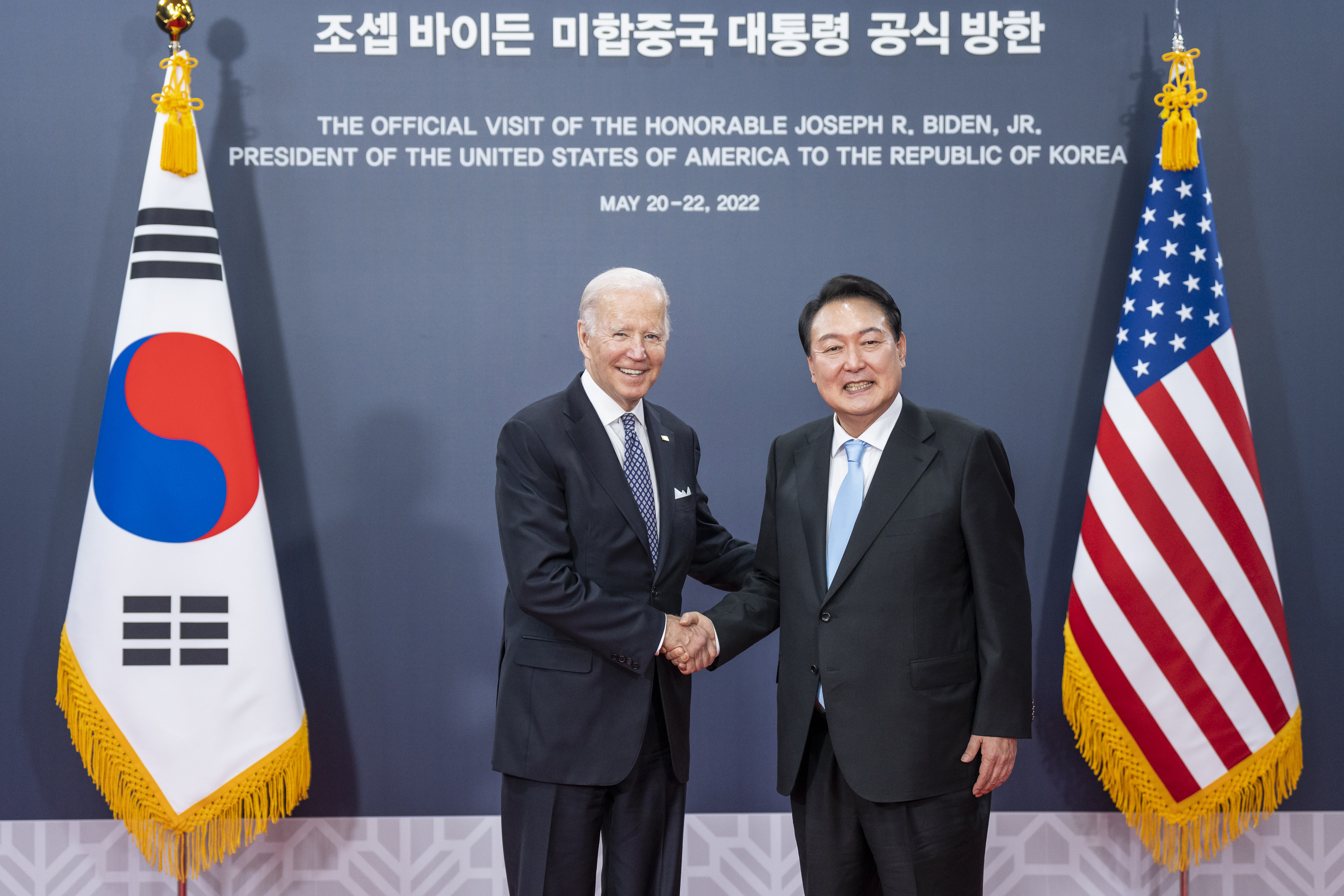
조 바이든 미국 대통령(왼쪽)과 윤석열 대한민국 대통령(오른쪽)의 모습

2022년 5월 21일, 대한민국의 윤석열 대통령과 미국의 조 바이든 대통령은 대한민국 대통령실에서 한미정상회담을 가졌다.

## 배경
2022년 2월 1일, 요미우리 신문은 조 바이든 미국 대통령이 5월 말 방한하는 계획을 검토 중이라고 보도하였다. 해당 방한은 쿼드 정상회의를 위한 방일과 함께 검토되는 것이며, 스콧 모리슨 호주 총리 및 나렌드라 모디 인도 총리의 일정에 따라 조율될 수 있다고 밝혔다. 이에 관해 청와대 관계자는 "언급할 사항이 없다"고 전했다. 2월 16일, 한미 외교당국은 2022년 상반기에 바이든의 한국 방문에 대한 논의가 이루어지고 있다고 발표하였다. 회담의 시기는 5월 하순으로 조정되고 있어 언론은 제20대 대통령 선거가 마친 후 새 대통령과 만남을 가지게 될 것이라고 보도했다. 이튿날 외교부는 "미국 측의 공식 제의나 협조 요청이 현재까지 접수된 바 없다"며 최영삼 외교부 대변인은 방한이 이루어진다면 "선거 결과와 상관없이 한미동맹 발전을 위한 최적의 기회가 될 것"이라고 덧붙였다. 이후 3월 10일 윤석열 후보가 대통령 선거에서 당선되었으며, 국민의힘은 당선인 신분으로 진행한 각국 정상과의 통화에서 바이든이 백악관 방문을 제안했다고 전하였다. 4월 6일, 한미 정책협의대표단은 백악관에 방문, 제이크 설리번 미국 국가안보보좌관과 면담을 통해 한미정상회담 관련 의견을 나누었다. 같은 날 일본의 교도 통신은 우크라이나 침공의 대응에 관한 문제 등으로 4월 말로 준비 중이던 방일이 지연되며, 미국 측이 5월 하순으로 일정을 제안했다는 소식을 보도하였다. 미국 시간으로 4월 11일, 백악관은 5월 24일께 방일 계획을 밝히며, 전후 한국 방문도 추진 중이라는 소식을 공개했다. 한편 대통령직인수위원회는 방한 소식에 대해 "들은 바 없다"고 일축하였으며, 외교부는 시기에 상관없이 환영한다는 의견을 보였다. 반면 젠 사키 백악관 대변인은 정례 브리핑에서 방한 가능성에 대해 "아직은 아니다"라 답하였다.
JNN은 4월 15일 바이든이 한국 방문 및 정상회담이 일본보다 앞선 5월 21일에 열리는 방향으로 최종 조율중이라고 보도했다. 인수위 원희룡 수석부대변인은 바이든 방한설에 논의되거나 검토되는 사안이 아니라고 말하였다. 하지만 같은 날 동아일보는 바이든이 쿼드 정상회의에 앞서 방한을 확정 지었다고 단독 보도하였다. 동아일보에에서는 세부 일정은 조정 중에 있으면서도 바이든 정부에서 "새 정부의 한미 관계 등을 종합적으로 고려"하여 일정을 맞추었다고 언급했다. 익일 중앙일보에서는 인수위 관계자의 말을 인용하며 "돌발 변수가 생기지 않는 한 쿼드 정상회의 참석에 앞서 방한할 예정이고, 20일 방한이 유력하다"고 기사를 작성하였다. 더불어 회담 시기에는 전직 대통령으로서의 문재인 대통령과 만나는 일정을 조율 중이라고 밝혔다. 동아일보는 4월 21일 바이든 대통령이 5월 20일 오후 한국에 도착 후 22일 오전 일본으로 가는 일정이 검토되고 있고, 회담 장소는 대통령실과 근접한 용산구의 국방컨벤션센터가 유력하다고 보도했다. 사키 대변인 또한 해당 소문에 대해 "곧 더 말할 내용이 있을 것"이라고 언급했다. 23일 오전, 평택시에 위치한 주한 미공군 오산 공군기지를 통해 실무답사단이 한국에 입국하였다. KBS는 단독 보도를 통해 바이든이 회담 외에 판문점, 반도체 공장, 넷플릭스 한국 지사 등에 방문할 가능성을 이야기했다. 이튿날 인수위 기자회견장에서 배현진 대변인은 "정해진 것이 없다"는 입장을 견지했다. 정책협의대표단 측은 정상회담을 개최하기 위해 미국 측과 협의 중이라고 밝히며 "신정부와 첫 단추를 끼우는 중요한 계기가 될 것"이라고 언급했다. 4월 27일, 윤석열은 에드윈 퓰너와의 만남에서 회담이 "한미동맹이 더 포괄적으로 강화되는 좋은 기회"라고 생각한다고 표현하며 처음으로 바이든의 방한 계획에 대한 이야기를 공개적으로 말하였다. 그리고 2023 정상회담에서는 배우나 연예계 가수들을 초청하겠다는 의사도 양국이 합의했다.